# Guttau
Guttau (în limba sorbă Hućina) este o comună din landul Saxonia, Germania.